# Sabrina Erdely
Sabrina Rubin Erdely é repórter estadunidense de revista residente em Filadélfia, Pensilvânia, que se tornou conhecida em 2014 como autora de um artigo desacreditado publicado na Rolling Stone, descrevendo um estupro alegado por uma estudante da Universidade da Virgínia, por parte de vários membros de fraternidades. A história, intitulada "Um Estupro no Campus", foi depois averiguada, e constatou-se que não havia qualquer prova que lhe desse suporte. A revista retratou-se sobre o artigo, após uma revisão da Escola de Jornalismo da Universidade de Columbia concluir que tanto a Rolling Stone quanto a repórter Erdely não conseguiram executar "prática jornalística básica, até mesmo rotineira". Como resultado, Erdely foi nomeada em três processos judiciais que, combinados, lhe pediam mais de 32 milhões de Dólares, por danos resultantes da publicação da história falsa.
Em 5 de abril de 2015, a Rolling Stone e Erdely retrataram-se sobre o artigo, apesar do pedido de desculpas de Ederly não ter incluído qualquer menção à fraternidade, ou os membros da fraternidade que foram acusados. A Columbia Journalism Review chamou o pedido de desculpas, de "um ato de arrependimento sob má-vontade".
A história foi listada pela Columbia Journalism Review como um dos "Piores Jornalismos de 2014" e também listado como um dos "Erros do Ano" pelo Instituto Poynter.

## Relacionados
- Falsa acusação de estupro